# NGC 6197
NGC 6197 is een balkspiraalstelsel in het sterrenbeeld Hercules. Het hemelobject werd op 9 juli 1864 ontdekt door de Duitse astronoom Albert Marth.

## Synoniemen
- IC 4616
- MCG 6-36-59
- ZWG 196.89
- PGC 58655